# L'Alizé
"L'Alizé" (tiếng Việt: "Gió mậu dịch") là đĩa đơn thứ hai của ca sĩ người Pháp Alizée. Phát hành vào tháng 12 năm 2000, đĩa chứa bài hát L'Alizé và phiên bản nhạc khí của nó. Sau này có hai phiên bản đĩa giới hạn phát hành, gồm bốn bản remix.

## Danh sách track
Đĩa đơn tiếng Pháp
1. L'Alizé 4:15
2. L'Alizé (bản nhạc khí) 4:15

Đĩa đơn maxi tiếng Pháp
1. L'Alizé 4:15
2. L'Alizé (Vent d'amour club remix) 5:15
3. L'Alizé (Sirocco house remix) 4:50
4. L'Alizé (Sweet brise slow remix) 4:55
5. L'Alizé (Dans le vent dance mix) 5:16

Đĩa đơn maxi tiếng Đức
1. L'Alizé (Radio edit) 3:35
2. L'Alizé (Vent d'amour club remix) 5:15
3. L'Alizé (Sunny season mix) 5:25
4. L'Alizé (Sweet brise slow remix) 4:55
5. L'Alizé (Dans le vent dance mix) 5:16
6. L'Alizé (Single version) 4:15

Đĩa Vinyl tiếng Pháp 12 phút
Mặt A:
1. L'Alizé (Vent d'amour club remix) 5:15
2. L'Alizé (Single) 4:15

Mặt B:
1. L'Alizé (Sirocco house remix) 4:50
2. L'Alizé (Sweet brise slow remix) 4:55